# Bão Marcus
Bão Marcus là một cơn bão nhiệt đới tấn công lãnh thổ phía Bắc của Úc và vùng Kimberley của Tây Úc) vào tháng 3 năm 2018. Đây là cơn bão nhiệt đới mạnh nhất trong mùa bão khu vực Úc 2017–18, cơn bão nhiệt đới mạnh nhất ở Úc lưu vực khu vực kể từ George vào năm 2007. Nó cũng được coi là cơn bão tồi tệ nhất để tấn công Darwin kể từ bão Tracy vào năm 1974.

## Lịch sử khí tượng
Ngày 15 tháng 3 năm 2018, một vùng thấp nhiệt đới hình thành ở vùng biển Arafura phía tây. Trôi theo hướng đông-đông bắc của quần đảo Tiwi, vùng thấp nhiệt đới đã được củng cố thành một cơn xoáy thuận nhiệt đới cấp 1 trên quy mô của Úc vào đầu ngày 16 tháng 3, và được đặt tên theo tên Marcus. Trong một môi trường thuận lợi nói chung để tăng cường, cơn bão Marcus đạt trạng thái cấp 2 trong những giờ trước khi nó vượt qua bờ biển Lãnh Bắc Úc, vào ngày 17 tháng 3.
Marcus tăng cường rõ rệt khi di chuyển ra khỏi bờ biển. Chẳng mấy chốc, cơn bão bắt đầu tăng nhanh và đến ngày 21 tháng 3, Marcus đạt tới cường độ cấp 5. Tuy nhiên, sau khi tăng cấp, cơn bão bắt đầu suy yếu nhanh chóng do sự kết hợp của gió mạnh hơn và nước lạnh hơn. Marcus tiếp tục suy yếu nhanh chóng khi nó di chuyển về phía nam rồi nhanh chóng chuyển sang một cơn xoáy thuận ngoại nhiệt đới vào ngày 25 tháng 3. Đến ngày 27 tháng 3, xoáy thuận nhiệt đới tan ở vùng biển Tây Úc.

## Ảnh hưởng

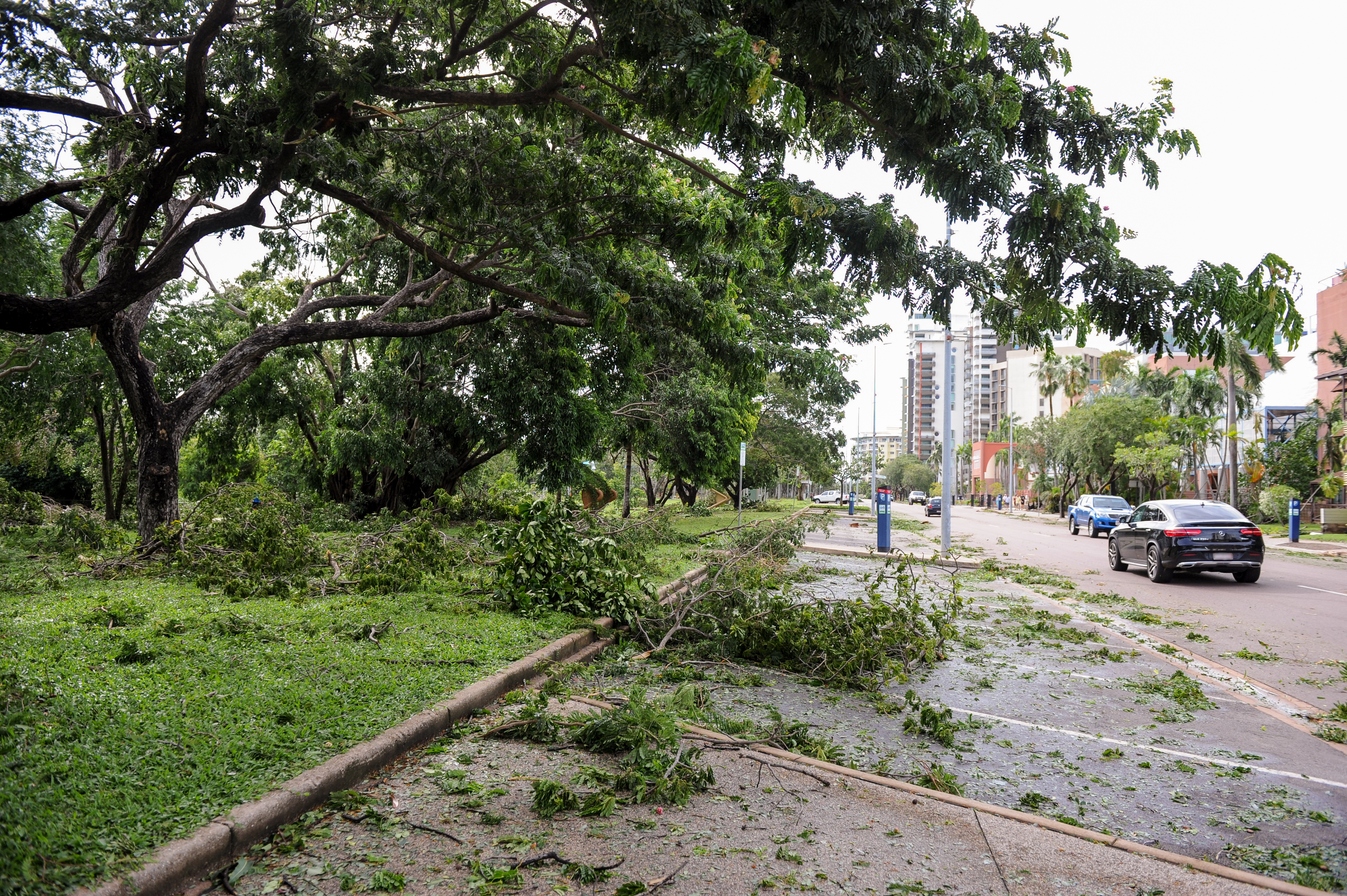
Cây cối bật gốc do sức gió khủng khiếp từ bão Marcus gây nên.

Siêu bão Marcus ngày 17 tháng 3 đã quét qua thành phố thành phố Darwin, Úc, với sức gió 130 km/h. Sức mạnh của nó đã thổi bay cây cổ thụ trên đường phố, làm đứt dây điện và tàn phá nhiều nhà cửa. Những người dân tại thành phố Darwin được yêu cầu đun sôi nước uống để đảm bảo an toàn, sau khi hệ thống cung cấp nước bị hư hỏng do cơn bão Marcus. Trong khi đó, cảnh sát thành phố cũng giải cứu 2 người từ tàu bị đắm dưới lạch Sangove. Tất cả các chuyến bay đi và đến Darwin đã bị hủy bỏ, trong khi các cửa hàng kinh doanh tại thành phố được yêu cầu đóng cửa. Mặc dù vậy, một số cửa hàng vẫn mở ngày 13 tháng 3 để khách mua hàng dự trữ.